# David F. Swensen

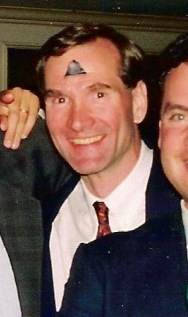
David F. Swensen

David F. Swensen (* 26. Januar 1954 in Ames, Iowa; † 5. Mai 2021 in New Haven, Connecticut) war ein US-amerikanischer Investmentmanager. Er war seit 1985 Investmentdirektor der Yale University. Er hatte die Aufgabe, das Stiftungsvermögen der Universität zu verwalten, das im Jahr 2007 22 Milliarden US-Dollar betrug. Die letzten 10 Jahre erreichte er eine durchschnittliche jährliche Kapitalrendite  von 17,2 % mit seinen Anlagen. Swensen vermehrte das Vermögen von Yale um mehr als 16 Milliarden US-Dollar; seine regelmäßige überdurchschnittliche hohe jährliche Kapitalrendite zog die Aufmerksamkeit zahlreicher Wall Street Manager auf sich.
Er hat sich mit seiner Investitionsstrategie – bekannt unter dem Namen „Das Yale-Modell“ – einen Namen gemacht. Diese Strategie ist eine Anwendung der Portfoliotheorie.

## Leben
Nach seinem B.A.- und B.S.-Abschluss 1975 an der University of Wisconsin-River Falls schloss Swensen mit einem Ph.D. in Wirtschaftswissenschaften an der Yale University ab. Das Thema seiner Dissertation waren Bewertungsmodelle von Industrieanleihen – A Model for the Valuation of Corporate Bonds. Während der Arbeit an seiner Dissertation hörte er Vorlesungen von James Tobin zur Portfolio-Theorie. „James Tobin war ein großartiger Lehrer“, sagte er später.
Bevor Swensen 1985 anfing, in Yale zu arbeiten, war er sechs Jahre an der Wall Street tätig: Je drei Jahre bei Lehman Brothers und bei Salomon Brothers. Er beschäftigte sich in dieser Zeit mit der Entwicklung von Swap- und Corporate-Finance-Produkten.
Swensen war Treuhänder der Carnegie Institution of Washington und Finanzleiter der Hopkins School. Er arbeitete als Treuhänder der TIAA Teachers Insurance and Annuity Association – College Retirement Equities Fund und war Aufsichtsratsmitglied bei Schroders, einem der 100 größten Unternehmen im Vereinigten Königreich. Er beriet die Carnegie Corporation, die New York Stock Exchange, das Howard Hughes Medical Institute, das Courtauld Institute of Art, das Yale-New Haven Krankenhaus und die amerikanischen Bundesstaaten Connecticut und Massachusetts.
Swensen lehrte zum Thema Stiftungen am Yale College und an der Yale School of Management. 2014 erhielt er ein Ehrendoktorat der Yale University. Zudem war er seit 2008 Mitglied der American Academy of Arts and Sciences.

## Das Yale-Modell
David F. Swensen entwickelte das Yale-Modell, das er in seinem Buch Proaktive Portfolio Strategien. Innovative und erfolgreiche Wege im institutionellen Investment beschrieb.  Vereinfacht ausgedrückt, beschreibt das Modell,  wie man ein Portfolio in etwa 5 bis 6 gleich große Teile aufteilt und diese in verschiedene Anlageklassen investiert. Zentraler Bestandteil des Yale-Modells sind Portfolioumschichtungen, die wegen Marktschwankungen vorgenommen werden, um das Vermögen antizyklisch zu investieren. Swensen forderte,  Liquidität zu vermeiden, da eine hohe Liquidität zu  eine niedrigeren Kapitalrendite führe. Dieser Ansatz war seinerzeit revolutionär und ist heute anerkannter Stand des Wissens.

## Swensen-Absolventen
Die Arbeit von Swensen beeinflusste die Investments zahlreicher Verwalter von Stiftungsvermögen weit über Yale hinaus. So arbeiteten z. B. folgende Verwalter von Stiftungsvermögen früher für Swensen:
- Andrew K. Golden, Princeton University
- Seth Alexander, MIT
- Paula Volent, Bowdoin College
- Ellen Shuman, Carnegie Corporation

## Erfolgreich Investieren – Strategien für Privatanleger
Im Jahr 2005 schrieb Swensen sein Buch Erfolgreich investieren als ein Handbuch für Privatanleger. Er empfiehlt Privatanlegern zusammengefasst folgende Anlagestrategie:
- Ein Privatanleger soll sein Portfolio aus 6 Anlageklassen aufbauen z. B.: Inländische Aktien, ausländische Aktien entwickelter Märkte, Aktien aufstrebender Märkte, Immobilien, Staatsanleihen, inflationsgeschützte Staatsanleihen. Dann soll ein prozentuales Strategieziel je Anlageklasse definiert werden z. B.: 30 %, 15 %, 5 %, 20 %, 15 %, 15 %.
- Der Privatanleger soll regelmäßig sein Portfolio umschichten, um zu den definierten prozentualen Strategiezielen je Anlageklassen zurückzukommen.
- Der Privatanleger soll Finanzprodukte meiden, die mit hohen Kosten, hohen jährlichen Gebühren, Steuern oder anderweitigen Ausgaben verbunden sind.

Swensen prangerte die hohen Gebühren von Investmentfonds mit aktivem Management an und zeigte die Interessenkonflikte zwischen Investmentfonds-Anleger und Investmentfonds-Gesellschaft auf.